# Especificación de certificación
La especificación de certificación (en inglés: certification specification (CS)) es, en derecho aeronáutico, una norma en la que se especifican las necesidades de certificación de una aeronave impuestas por la Agencia Europea de Seguridad Aérea.  Acompañan a Reglamentos de Desarrollo y a diferencia de estos y del Reglamento Base, considerados como Hard Law, están considerados como Soft Law. El número de estas especificaciones coincide con el número del reglamento FAR equivalente.
La Agencia Europea de Seguridad Aérea emite estas especificaciones para utilizarlas como medio para demostrar que los productos, componentes y equipos cumplen con los requisitos especificados en los anexos I, III y IV del Reglamento (CE) no 216/2008. Las especificaciones están presentadas con el suficiente grado de detalle y especificidad para indicar a los solicitantes las condiciones en las que se emiten, corrigen o complementan los certificados.
Existen Especificaciones de Certificación para multitud de Reglamentos de Desarrollo, como por ejemplo los reglamentos asociados a la Aeronavegabilidad Inicial o a la Tripulación